# Epidendrum zipaquiranum
Epidendrum zipaquiranum es una especie de orquídea del género Epidendrum nativa de Colombia y Venezuela.

## Etimología
Ver: Epidendrum
zipaquiranum se refiere a la localidad de Zipaquirá.

## Descripción
Hierba terrestre o epífita, monopodial, ramificada arriba, 55-100 cm de alto. Raíces de los entrenudos basales en el tallo principal y ocasionalmente escasas en la base de algunas ramificaciones, carnosas, gruesas, blancas, 2-5 mm de grosor.Tallos ramificados subapicalmente cuando están maduros, tipo caña, teretes, erectos, rectos, el principal de 25-35 x 0.3-0.8 cm; las ramificaciones generalmente ascendentes, casi paralelas al tallo principal, algo más cortas y a su vez produciendo ramas de menor tamaño, 13-35 x0.2-0.3 cm; cubiertos por vainas tubulares no foliosas, finamente rugosas, estriadas y fibrosas con el tiempo, 8-30 mm de largo.
Hojas numerosas en el tallo principal; 9-20 en las ramificaciones, distribuidas a lo largo de los tallos, articuladas, dísticas, coriáceas, suberectas, desiguales en tamaño (las del tallo principal generalmente más grandes); vaina tubular, finamente rugosa y estriada en seco, fibrosa con el tiempo, 1.4-3 x 0.5-0.6 cm; lámina lanceolada, ápice agudo, apiculado, superficie ventral estriada en seco, con una quilla dorsal crenulada, margen diminutamente crenado, extendido ,1.5-8.5 x 0.8-1.7 cm. Bráctea espatácea ausente.
Inflorescencia apical, florece una sola vez, racemosa (en ocasiones se producen racimos cortos a partir de un mismo pedúnculo), nutante, densa, 4-10 cm de largo; pedúnculo corto, terete, no ornamentado, 1-1.5 cm de largo; provisto de una bráctea prominente, similar a una hoja, 1.5-1.8 cm de largo; raquis 8-9 cm de largo.
Flores sucesivas, (8-12) 20-35, resupinadas, de color amarillo verdoso a crema amarillentas, fragantes. Brácteas florales prominentes, de más de la mitad del largo del ovario a más cortas, triangular lanceoladas, largamente acuminadas, abrazadoras, 4-14 mm de largo. Ovario terete, delgado, no inflado, no ornamentado, 8-16 mm de largo. Sépalos entreabiertos, libres, carnosos, glabros, elípticos, obtusos, con una quilla dorsal pequeña, 5-nervados, margen entero, extendido, [6-7] 8-11 x [2.5] 3.5-5 mm;los laterales ligeramente oblicuos. Pétalos entreabiertos, libres, oblanceolado espatulados, obtusos, diminutamente apiculados, 3-nervados, la nervadura central cortamente ramificada, margen papiloso, extendido, [5-6] 7-9 x [1.8] 2.5-4 mm. Labelo unido a la columna, trilobado, base cordada, margen diminutamente papiloso, [3] 4.5-7 x [4] 6-8 mm; bicalloso, los callos delgados, ligeramente divaricados; discotricarinado, las carinas laterales cortase incipientes, la central intercallosa desvaneciéndose antes de llegar al ápice de la lámina; lóbulos laterales semiovados, oblicuos, ápice redondeado, 2-4 x 2-4 mm; lóbulo medio anchamente ovado, truncado en el ápice, con un apículo prominente, 2-4 x 3-5.5 mm. Columna recta, gruesa, [4] 5-6 mm de largo. Clinandrio prominente (aunque sin sobrepasar el ápice de la columna), entero, margen incipientemente crenado. Rostelo subapical, hendido. Lóbulos laterales del estigma pequeños, ocupando un tercio del largo de la cavidad estigmática. Nectario poco profundo, apenas penetrando el ovario justo detrás del perianto, no inflado, no ornamentado. Antera reniforme, papilosa, 4-locular. Polinios 4, subovoides. Cápsula subesférica, con el perianto persistente; pedice loterete, delgado, 4-10 mm de largo; cuerpo 20-29 x 16-24 mm; cuelloa picalc a 0.5 mm de largo.

## Distribución
Se encuentra en la cordillera de los Andes en Colombia y Venezuela entre los 3000 a 3500 m s. n. m.